# Liste von Persönlichkeiten der Marktgemeinde Wolfsegg am Hausruck
Diese Liste der Persönlichkeiten der Marktgemeinde Wolfsegg am Hausruck enthält Persönlichkeiten, die mit der oberösterreichischen Marktgemeinde Wolfsegg am Hausruck im Hausruckviertel in Verbindung stehen.
Die Liste erhebt keinen Anspruch auf Vollständigkeit.

## Bürgermeister der Marktgemeinde Wolfsegg am Hausruck
Die angeführten Bürgermeister der Marktgemeinde Wolfsegg am Hausruck wurden je nach Rechtslage entweder von übergeordneten Behörden eingesetzt, vom Gemeinderat oder mittels Direktwahl gewählt:
- 1850–1856: Tobias Ensberger
- 1857: Karl Platte
- 1858–1862: Simon Hofmaninger
- 1863–1864: Sebastian Voglhuber
- 1864–1867: Franz Saint Julien-Wallsee
- 1867–1870: Sebastian Voglhuber
- 1870–1873: Tobias Ensberger
- 1873–1875: Sebastian Voglhuber
- 1876–1878: Georg Krempl
- 1879–1881: Franz Kölblinger
- 1882–1897: Lorenz Hirsch
- 1897–1903: Josef Duftschmid
- 1903–1919: Josef Hirsch
- 1919–1934: Josef Rockstroh
- 1934: Heinrich Lidauer (geschäftsführend/provisorisch)
- 1934–1936: Josef Hittmair
- 1936–1938: Hubert Petershofer
- 1938–1945: Ignaz Scherz
- 1945–1967: Josef Rockstroh
- 1967–1979: Alois Brand (SPÖ)
- 1979–1994: Josef Baumgartner
- 1994–1995: Peter Kassl (geschäftsführend/provisorisch)
- 1995–2012: Emil Söser (SPÖ)
- 2013: Roland König (SPÖ) (geschäftsführend/provisorisch)
- 2013: Barbara Schwarz (ÖVP)

## In Wolfsegg am Hausruck geborene Personen
- Josef Baldinger (1866–1949), Politiker (CS)
- Franz Mattischek (1915–1939), Zeuge Jehovas, als Kriegsdienstverweigerer hingerichtet
- Maria Plieseis (1920–2004), Widerstandskämpferin gegen den Nationalsozialismus
- Hermann Schürrer (1928–1986), Dichter

## Bekannte Einwohner von Wolfsegg am Hausruck
- Robert Führer (1807–1861), böhmischer Kirchenmusiker und Komponist
- Franz Xaver von Saint-Julien (1756–1836), kaiserlich-königlich Kämmerer, Geheimrat und Feldzeugmeister